# Laïka Fatien
Laïka Fatien (* 6. Juni 1968 in Paris) ist eine französische Jazzsängerin, die auch als Schauspielerin hervorgetreten ist.

## Leben und Wirken
Fatien hat einen multikulturellen Hintergrund. Ihr Vater stammt von der Elfenbeinküste, die Mutter ist marokkanisch-sephardischer Herkunft. Sie studierte Jazz am Pariser Centre d’informations musicales und an Alan Silvas Institut Art Culture Perception und traf dann auf Antonio Hart, Roy Hargrove und David Linx. Bekannt wurde sie mit der Bigband von Claude Bolling; dann arbeitete sie mit Sixun (Lunatic Taxi), mit  Julien Lourau, Steve Williams, Antoine Roney, Michel Bowie und Richard Galliano.
Gemeinsam mit Bolling und seiner Bigband trat sie 1996 als Darstellerin in dem Duke Ellington gewidmeten Musical A Drum Is a Woman unter Regie von Jérôme Savary im Palais de Chaillot auf. Im folgenden Jahrzehnt war sie mehrfach als Theaterschauspielerin verpflichtet; auch arbeitete sie für das Kino, etwa in Aki Kaurismäkis Das Leben der Bohème (1992), in Claude Lelouchs Film Hasards ou coïncidences (1998) oder in Los Sobrinos del Capitan Grant von Paco Mir.
Ihr Debüt-Album Look at Me Now! wurde 2006 bei Body & Soul veröffentlicht. 2008 erschien auf dem Label Blu Jazz ihr Album Misery, A Tribute to Billie Holiday (in memory of Thomas Shipp & Abraham Smith), auf dem sie der Saxophonist David EL Malek sowie Robert Glasper, Daryl Hall und Gregory Hutchinson begleiteten. Das Album erhielt sehr gute Kritiken, etwa von Down Beat. Mit einem Vertrag bei Universal Music Group legte sie zwei weitere Alben vor, zunächst Nebula (2010), produziert von  Meshell Ndegeocello. 2012 folgte ihr Album Come a Little Closer, das sie in New York mit Roy Hargrove, Graham Haynes und Ambrose Akinmusire aufnahm. 2014 war sie an Ran Blakes Album Cocktails at a Dusk beteiligt.